# 치퍼와이언족

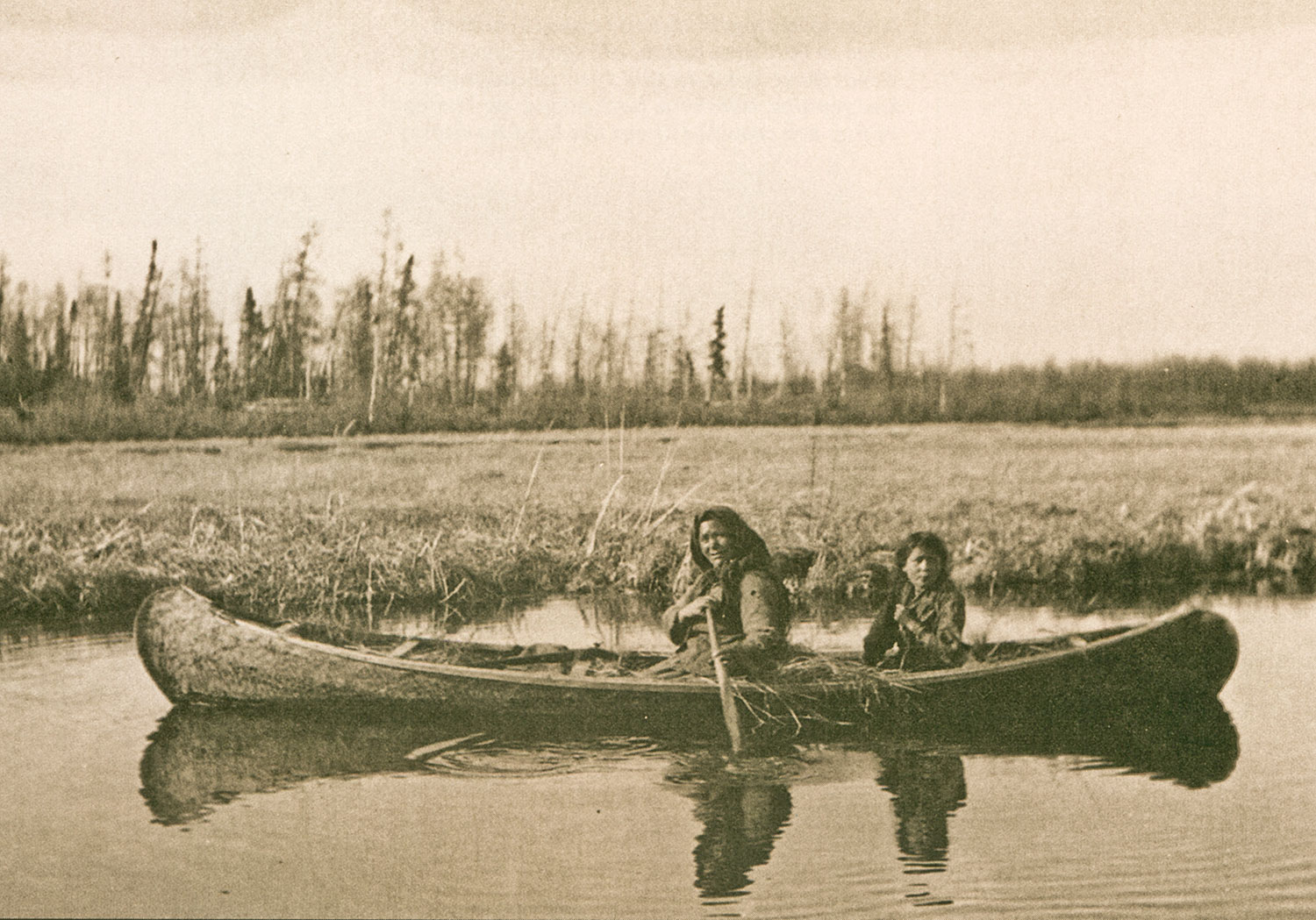
새스캐처원주 서부의 가슨 호수(Garson Lake)에서 사향쥐를 사냥하는 치퍼와이언족 사람

치퍼와이언족(Chipewyan)은 캐나다 서부에 주로 거주하는 데네인 계통의 원주민이다. '치퍼와이언'이라는 이름은 크리족이 이들을 지칭하던 말이며, 자칭은 "본래의 사람"을 의미하는 '데네술리네'(Dënesųłı̨né)이다. 애서배스카어파 북애서배스카어군에 속한 치퍼와이언어를 사용하며, 고고학적으로 Taltheilei Shale 문화의 후손으로 추정된다.

## 같이 보기
- 치퍼와이언어
- 데네인
- 레드강 식민지